# Listă de filme cenzurate
Aceasta este o listă de filme cenzurate după țară:

## România
| Date      | Title                         | Notes |
| --------- | ----------------------------- | --- |
| 1981–1990 | De ce trag clopotele, Mitică? | Interzis din ordinul personal al lui Nicolae Ceaușescu din cauza conținutului violent. |
| 2008      | Puzzle mortal IV              | Interzis la premieră. Ulterior reclasificat și interzis doar minorilor. |
| 2009      | Prețul curajului              | Interzis la lansare. Ulterior reclasificat și interzis doar pentru sub 15 ani. |
| 2014      | Nymphomaniac: Vol. II         | Clasificat de comisia de rating a Centrului Național al Cinematografiei drept un film „interzis minorilor sub 18 ani și interzis la proiecția publică” din cauza conținutului explicit. După indignarea în mass-media și pe site-urile de socializare față de decizia CNC, comisia a permis cinematografelor să difuzeze filmul pentru publicul peste 18 ani. |